# Organisation faîtière
 (mars 2016).
Si vous disposez d'ouvrages ou d'articles de référence ou si vous connaissez des sites web de qualité traitant du thème abordé ici, merci de compléter l'article en donnant les références utiles à sa vérifiabilité et en les liant à la section « Notes et références ».

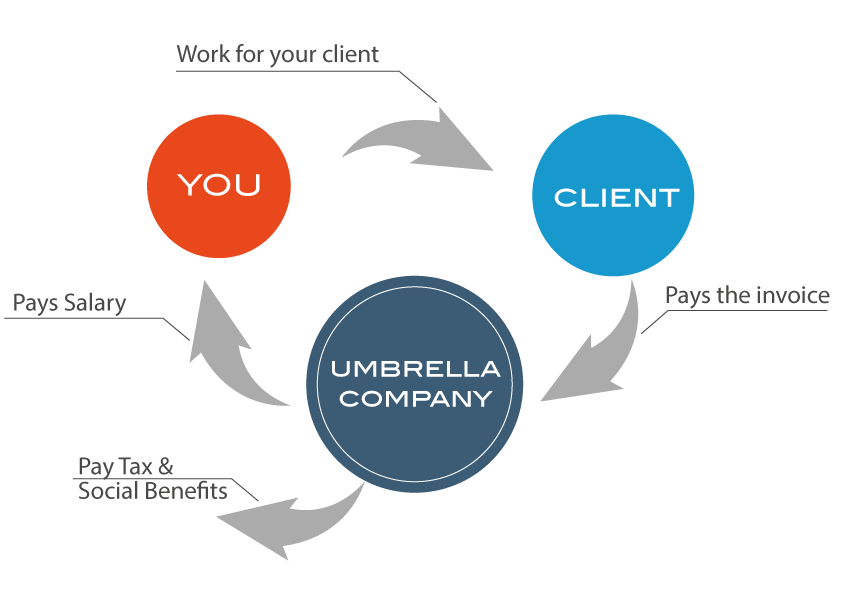
Organigramme de la société Umbrella.

Une organisation faîtière, organisation-cadre, association de tutelle ou organisation parapluie, est une association (souvent liée à une industrie spécifique) d'institutions, qui travaillent ensemble pour coordonner leurs activités ou les représenter.

## Description
Dans les affaires, la politique ou d'autres environnements, un groupe, l'organisation faîtière, fournit les ressources et souvent une identité aux plus petites entités. Dans certains cas, la société parapluie est responsable du groupe à sa charge. Peut être comparé aux franchises et filiales.